# Platyadenia descendens
Platyadenia es un género monotípico de plantas herbáceas  perteneciente a la familia Gesneriaceae. Su única especie: Platyadenia descendens Burtt, es originaria de Sarawak.

## Taxonomía
Platyadenia descendens fue descrita por  Brian Laurence Burtt y publicado en Notes from the Royal Botanic Garden, Edinburgh 31(1): 51. 1971.
Sinonimia
- Henckelia descendens (B.L.Burtt) B.L.Burtt[3]